# Sonor
『sonor』（ソナー）は、04 Limited Sazabysの2枚目のミニアルバム。2013年5月15日にNo Big Deal Recordsから発売。

## 収録曲
全作詞・作曲 GEN
1. Now here, No where [3:47]
バンド初の日本語詞の曲。PVが制作されている。
2. Remember [0:49]
自主制作シングル[1]「ANTENNA」収録曲。
3. Do it Do it [2:27]
PVが制作されている。
4. Lost my way [3:52]
PVが制作されている。
5. imaginary [3:17]
6. MONSTER [2:33]
7. compact karma [2:24]
8. Sleepwalking [3:45]